# Mohammadabad
Mohammadabad es  un pueblo y nagar Panchayat situado en el distrito de Farrukhabad en el estado de Uttar Pradesh (India). Su población es de 24687 habitantes (2011). 

## Demografía
Según el  censo de 2011 la población de Mohammadabad era de 24687 habitantes, de los cuales 13243 eran hombres y 11444 eran mujeres. Mohammadabad tiene una tasa media de alfabetización del 78,46%, superior a la media estatal del 67,68%: la alfabetización masculina es del 85,63%, y la alfabetización femenina del 70,12%.